# 粟田口国綱

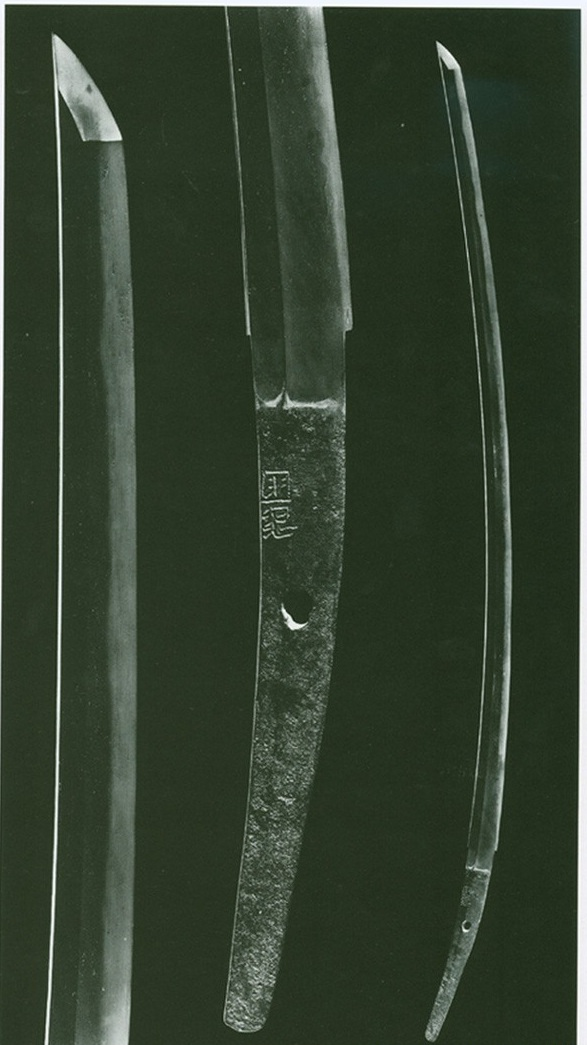
太刀 銘国綱（鬼丸）

粟田口 国綱（あわたぐち くにつな、1163年？-1255年頃）は、鎌倉時代初期、山城国粟田口の刀工。本名は林藤六郎。左近将監を称する。

## 略歴
- 後鳥羽天皇の御番鍛冶を務めたとされる。
- 鎌倉山の内に移住し、北条時頼のために天下五剣の一つ「鬼丸」を作刀。

## 代表作例
重要文化財
- 太刀 銘国綱（東京・日枝神社）
- 太刀 銘国綱（愛知・徳川美術館）
- 太刀 銘国綱（静岡・井伊谷宮）

重要美術品
- 太刀 銘国綱（東京・東京国立博物館）

御物
- 太刀 銘国綱（鬼丸）